# Truskolasy (województwo świętokrzyskie)
Truskolasy – wieś sołecka w Polsce położona w województwie świętokrzyskim, w powiecie opatowskim, w gminie Sadowie
| SIMC    | Nazwa    | Rodzaj    |
| ------- | -------- | --------- |
| 0806520 | Szczegło | część wsi |

W latach 1975–1998 miejscowość położona była w województwie tarnobrzeskim.
W roku 1328 wymieniona jako posiadłość biskupów lubuskich w potwierdzeniu dóbr przez Łokietka.
Wieś w połowie XV w. była wraz ze Szczegłem (obecnie jedna wieś) podzielona między biskupów lubuskich i krakowskich i miała 4 łany kmiece. Kmiecie płacili z łanów po 8 skojców czynszu, a młyn - pół grzywny. Wg Długosza ilekroć do Opatowa przyjeżdżał król na stację królewską, każdy kmieć dawał po 6 groszy, 3 korce owsa, 10 jaj, 2 sery i 2 kury. Dziesięcinę snopową wartości 4 grzywien płacono biskupowi lubuskiemu. Dawano również po 4 pęki konopi.
Wg Słownika geograficznego Królestwa Polskiego Truskolasy były folwarkiem w powiecie opatowskim, w gminie Modliborzyce, w parafii Momina. Pod koniec XIX wieku było tam 8 domów i 96 mieszkańców; w roku 1827 - 10 domów i 46 mieszkańców. Wg Słownika dobra truskolaskie zostały odłączone od dóbr opatowskich w 1873 roku.
W 1885 roku składały się z folwarku Truskolasy i Worowice o łącznej powierzchni 1598 mórg. Na folwark Truskolasy składały się wówczas: grunty orne i ogrody (384 morgi), łąki (52 morgi), pastwiska (12 mórg), lasy (796 mórg) i nieużytki (182 morgi). Stały 2 budynki murowane i 14 drewnianych. W folwarku Worowice było 167 mórg gruntów ornych i ogrodów, 4 morgi łąk i 1 morga nieużytków oraz 1 budynek murowany i 1 drewniany, las nieurządzony i pokłady kamienia.